# Televisión Central de Corea
La Televisión Central de Corea, más conocida por en sus siglas en inglés KCTV (Korean Central Television) (en coreano: 조선중앙텔레비죤 o Chosŏn Chung'ang T'ellebijyon) es el ente estatal de televisión de Corea del Norte, con sede en la capital Pionyang. KCTV está controlado por el gobierno del país, y es el único ente autorizado para transmitir televisión en el territorio, bajo la marca Comité Central de Radiodifusión de Corea. Dicha organización tiene cuatro emisoras de televisión.
Las primeras emisiones de televisión en el país tuvieron lugar el 3 de marzo de 1963. Un estudio realizado en 2017 encontró que el 98% de los hogares tenían un televisor y en su mayoría están localizados en las ciudades. Los programas de KCTV se emiten desde la Torre de televisión de Pionyang.
El canal se emite vía terrestre desde la Torre de Televisión de Pionyang, vía satélite, y vía streaming a través de Manbang.

## Historia

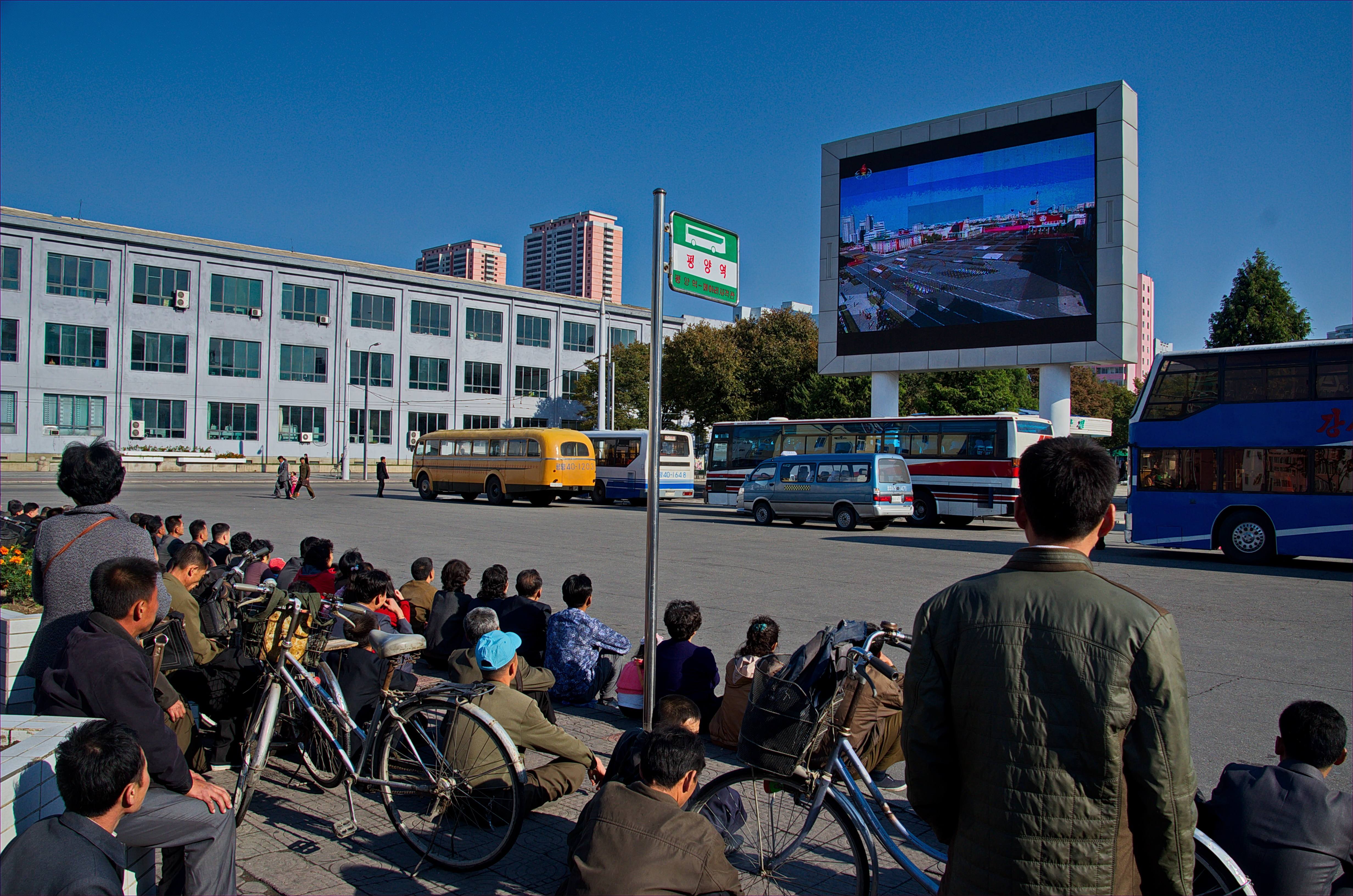
Gente en Pionyang mira una exhibición pública de KCTV.

Los comienzos del desarrollo de sistemas de televisión en Corea del Norte tuvieron lugar en 1953, después de la guerra de Corea. Sin embargo, no se avanzó al respecto debido al estado del país después del conflicto. Esto se retomó en 1961, cuando tuvo lugar la primera emisión de carácter experimental.
KCTV comenzó a emitir de forma oficial el 3 de marzo de 1963. La primera emisión en directo se produjo en 1970, con la retransmisión del V Congreso del Partido de los Trabajadores de Corea, y las primeras emisiones en color se realizaron a partir del 1 de julio de 1974.
La primera transmisión recibida a través de transmisiones de televisión por satélite fue la inauguración de los Juegos Olímpicos de 1980.
En septiembre de 2012, la Televisión Central de China (CCTV) anunció que había donado 5 millones de yuanes en nuevos equipos de transmisión a KCTV, que se utilizarían para mejorar su programación y prepararse para la televisión digital.
El 19 de enero de 2015, KCTV comenzó sus emisiones en alta definición vía satélite como parte de la modernización del sistema. El 4 de diciembre de 2017, el canal iniciaría emisiones en pantalla panorámica con sonido estereofónico.
El 26 de agosto del 2020, KCTV transmitió durante toda la noche, por primera vez, para monitorear el progreso del Tifón Bavi.

## Cobertura

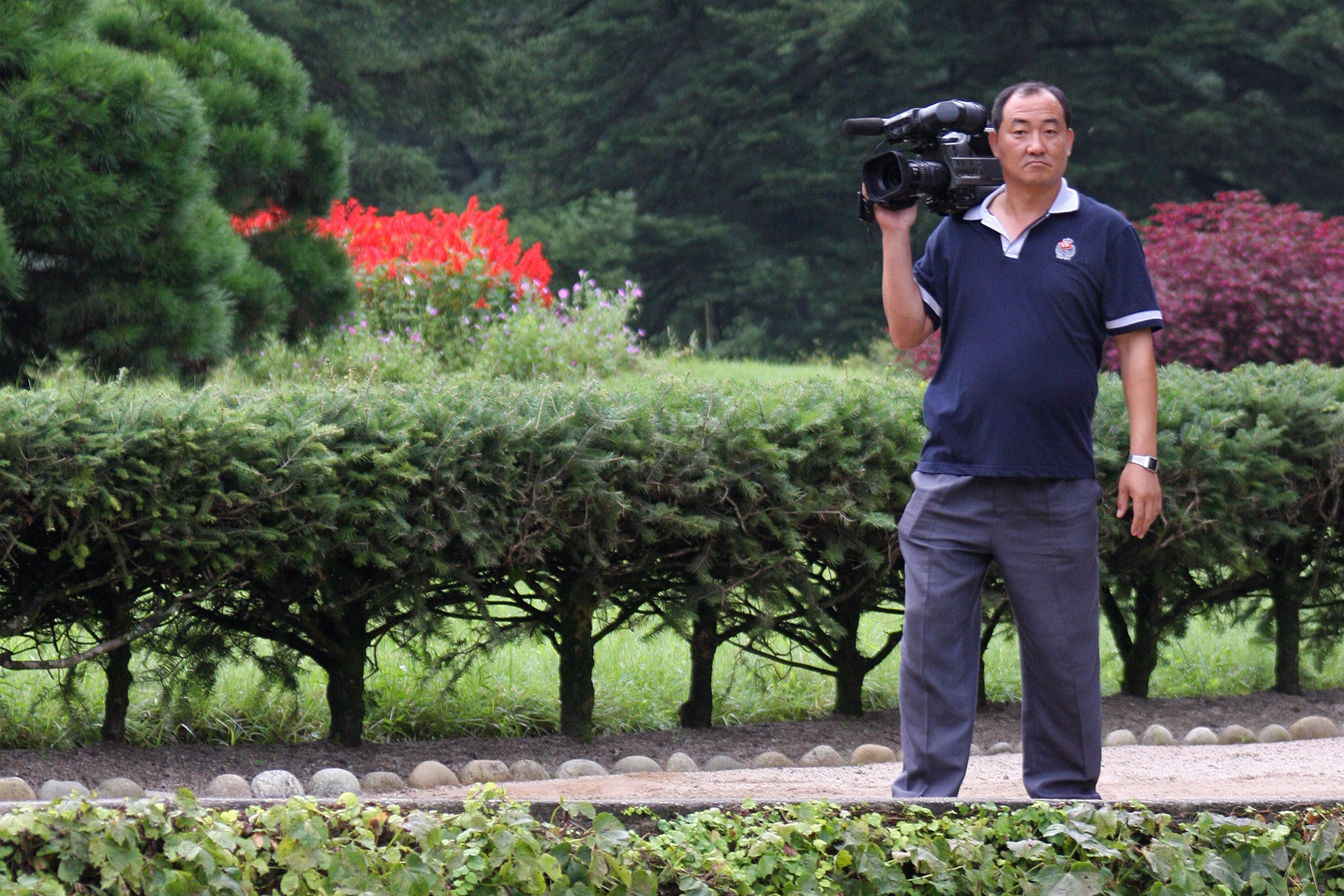
Camarógrafo de la Televisión Central de Corea

El sistema de televisión norcoreano utiliza el sistema PAL de 625 líneas. Aunque no se tiene constancia de un número determinado, se estima un parque de al menos 1 200 000 televisores en el país para 25 millones de habitantes.
Los receptores están concentrados, en su mayoría, en ciudades y grandes puntos de población. Todos los televisores y transistores pasan una "revisión" para bloquearles las frecuencias que no sean las del sistema de radiodifusión norcoreana, tras la cual son precintados con una pegatina que, de ser arrancada, acarrea penas graves. Además, la televisión emplea el sistema PAL para que no sea compatible con el de Corea del Sur, el NTSC (técnica similar a la seguida por la Deutscher Fernsehfunk en la República Democrática Alemana para evitar que los alemanes orientales sintonizaran los programas occidentales). Asimismo, Corea del Norte utiliza inhibidores para bloquear las frecuencias de la KBS y de otras emisoras surcoreanas cercanas a la frontera, aunque con resultados mayoritariamente nulos. Los televisores en color son importados de Corea del Sur, la República Popular China y Japón, y se les coloca una marca norcoreana sobreimpresa sobre el logo original. Sin embargo, los televisores monocromáticos son producidos en Corea del Norte desde la década de 1980 al disponerse de la tecnología necesaria.

### Fuera de Corea del Norte
KCTV se transmitió en abierto en Thaicom 5 hasta el 25 de febrero de 2020, por lo que con el equipo adecuado se puede captar en el Sudeste Asiático, Australasia, Medio Oriente , África y Europa.  En abril de 2015, KCTV amplió su cobertura de transmisión satelital en América y Europa a través de Intelsat 21  El 18 de enero de 2020, KCTV trasladó su transmisión satelital en ChinaSat 12 ya que Thaicom 5 comenzó a experimentar dificultades técnicas alrededor de diciembre de 2019.  El 29 de junio de 2024, después de la visita del presidente ruso Vladímir Putin a Corea del Norte, la señal del satélite se trasladó a un satélite ruso, Ekspress-103 , lo que dejó fuera de recepción a las agencias gubernamentales y los medios de comunicación de Corea del Sur.  A partir del 2 de julio de 2024, la calidad de transmisión de Ekspress-103 es deficiente, experimentando pérdida de audio y malas imágenes debido a la interferencia de frecuencia 5G . 
Desde marzo de 2019, la señal satelital de KCTV se retransmite con encriptación BISS por Koreasat 5A —un satélite surcoreano propiedad de KT Corporation— para permitir que los medios de comunicación y periodistas con sede en Seúl sigan monitoreando el canal. La retransmisión se estableció después de que el servicio inalámbrico 5G NR comenzara a interferir con la señal de banda C. 
El boletín diario de noticias de KCTV también se distribuye en línea con subtítulos en japonés a través de un sitio web respaldado por Chongryon . En 2013, la emisora británica Channel 4 ofreció ediciones del boletín diario con subtítulos en inglés como parte de su serie web North Korea Uncovered 

## Programación
La programación está dominada por programas de carácter propagandístico enfocándose en la historia y logros del Partido de los Trabajadores de Corea, el Ejército Popular de Corea y su líder. Los temas de las noticias abarcan desde nuevos proyectos de construcción hasta lecciones de historia sobre los logros y el pasado del "padre fundador" Kim Il-sung, así como de su hijo Kim Jong-il, y del nieto y actual líder Kim Jong-un y la idea Juche. También se emiten otros programas sobre educación y salud. También emite películas de producción local, programas infantiles, espectáculos musicales y teatrales. Durante la celebración de las fiestas nacionales, se emiten desfiles militares, espectáculos musicales y películas, además de otros programas especiales.
En diciembre del 2018, los programas de la Televisión Central de Corea comenzaron a adquirir un aire más contemporáneo, atenuando la programación de propaganda histórica. Los analistas occidentales dijeron que estos cambios de tono tenían como objetivo hacer que los valores de producción de los programas estuvieran más en línea con los de los canales internacionales (atractivos para aquellos que habían logrado acceder a dichos programas) y hacerlos más atractivos para las audiencias más jóvenes.
El canal ha emitido en diferido eventos deportivos internacionales. Por ejemplo, el canal emitió los Juegos Olímpicos de 2020 tan solo dos días después de los juegos hubiesen terminado. Su cobertura de la Copa Mundial de Fútbol de 2018 excluyó los partidos en los que participó Japón. Así mismo, su cobertura en la Copa Mundial de Fútbol de 2022 se caracterizó con partidos ligeramente censurados, y excluyó los partidos en los que participó Corea del Sur.
En raras ocasiones, el canal transmite eventos en vivo, como las celebraciones de año nuevo.
En mayo de 2022, luego de los primeros casos de COVID-19 en el país, KCTV extendió su horario de transmisiones, pasando a emitir todos los días a partir de las 9:00 a. m. (en parte desde las 8:00 a. m. durante los días festivos). Anteriormente, el canal iniciaba sus transmisiones a las 15:00, y sólo emitía a partir de las 9:00 los domingos, días feriados, y los días 1, 11 y 21 de cada mes. Este cambio se ha mantenido desde septiembre de 2022.